# 터빈 고정날개
터빈 고정날개는 터빈 속에서 증기가 갖는 압력 에너지를 속도 에너지로 바꾸며 터빈의 회전 날개에 대한 증기의 유입 속도를 정하는 물체다. 고정날개는 다수의 날개(Partition)로 구성되어 있다. 고압터빈 제1단 날개는‘노즐 다이아프램’또는 ‘노즐’이라고 하고 그 외 나머지는‘다이아프램’이라 한다. 증기의 열에너지를 속도에너지로 바꾸어 주며, 회전날개를 통과하는 증기의 운동방향을 바꾸어 다음 회전날개로 효과적으로 분출시키는 역할을 한다.

## 같이 보기
- 가스 터빈